# Верхний Субансири
Верхний Субансири (англ. Upper Subansiri) — округ на северо-западе индийского штата Аруначал-Прадеш. Административный центр — город Дапориджо. Площадь округа — 7032 км². По данным всеиндийской переписи 2001 года население округа составляло 55 346 человек. Уровень грамотности взрослого населения составлял 50,3 %, что ниже среднеиндийского уровня (59,5 %). Доля городского населения составляла 28,5 %.